# Micranthocereus albicephalus
Micranthocereus albicephalus ist eine Pflanzenart aus der Gattung Micranthocereus in der Familie der Kakteengewächse (Cactaceae). Das Artepitheton albicephalus leitet sich vom lateinischen Wort albus für ‚weiß‘ sowie dem griechischen Wort kephale für ‚Kopf‘ ab und verweist auf das weiße Cephalium der Art.

## Beschreibung
Micranthocereus albicephalus wächst von der Basis verzweigend mit säulenförmigen, grünen Trieben und erreicht Wuchshöhen von bis 2,5 Metern. Die Triebe weisen Durchmesser von bis 9 Zentimetern auf. Es sind bis 22 Rippen vorhanden. Die 3 bis 5 Millimeter voneinander entfernt stehenden Areolen sind mit hellgelber Wolle und weißen Haaren besetzt. Aus ihnen entspringen zahlreiche gerade, bis 15 Millimeter lange, dünne, stechende, goldgelbe Dornen, von denen einer abwärts gerichtet ist. Das 30 bis 40 Zentimeter lange und 8 bis 9 Zentimeter breite Cephalium besteht aus dichter weißer Wolle und goldgelben bis 6 Zentimeter langen Borsten.
Die etwas glockenförmigen Blüten sind weiß und öffnen sich in der Nacht. Sie sind 4,5 bis 5 Zentimeter lang. Die kugelförmigen Früchte erreichen Durchmesser von 3 bis 3,5 Zentimetern.

## Systematik, Verbreitung und Gefährdung
Micranthocereus albicephalus ist im brasilianischen Bundesstaat Minas Gerais verbreitet.
Die Erstbeschreibung als Austrocephalocereus albicephalus erfolgte 1973 durch Albert Frederik Hendrik Buining und Arnold J. Brederoo. Friedrich Ritter stellte die Art 1979 in die Gattung Micranthocereus. Ein weiteres nomenklatorisches Synonym ist Coleocephalocereus albicephalus (Buining & Brederoo) F.H.Brandt (1981).
Micranthocereus albicephalus wurde in der Roten Liste gefährdeter Arten der IUCN von 2002 als „Near Threatened (NT)“, d. h. gering gefährdet, eingestuft. Im Jahr 2013 wird die Art als „Vulnerable (VU)“, d. h. als gefährdet geführt.

## Nachweise